# 豔美筆螺
豔美筆螺（学名：Scabricola variegata）为筆螺科粗筆螺屬下的一个种。

## 扩展阅读
- 維基物種上的相關：豔美筆螺